# Wola (gromada w powiecie lipnowskim)
Wola – dawna gromada, czyli najmniejsza jednostka podziału terytorialnego Polskiej Rzeczypospolitej Ludowej w latach 1954–1972.
Gromady, z gromadzkimi radami narodowymi (GRN) jako organami władzy najniższego stopnia na wsi, funkcjonowały od reformy reorganizującej administrację wiejską przeprowadzonej jesienią 1954 do momentu ich zniesienia z dniem 1 stycznia 1973, tym samym wypierając organizację gminną w latach 1954–1972.
Gromadę Wola z siedzibą GRN w Woli utworzono – jako jedną z 8759 gromad na obszarze Polski – w powiecie lipnowskim w woj. bydgoskim, na mocy uchwały nr 24/8 WRN w Bydgoszczy z dnia 5 października 1954. W skład jednostki weszły obszary dotychczasowych gromad Wola, Walentowo i Hornówek ze zniesionej gminy Osówka oraz obszar dotychczasowej gromady Trutowo ze zniesionej gminy Mazowsze w tymże powiecie. Dla gromady ustalono 21 członków gromadzkiej rady narodowej.
31 grudnia 1959 do gromady Wola włączono lasy północną część wsi Sumin – kolonię Sumin – oraz miejscowości Rumunki Sumin i Krzywy Las ze zniesionej gromady Sumin w tymże powiecie.
1 stycznia 1969 do gromady Wola włączono sołectwa Makowiska i Kiełpiny ze zniesionej gromady Jankowo w tymże powiecie.
Gromadę zniesiono 1 stycznia 1972, a jej obszar włączono do gromad Czernikowo (sołectwa Makowiska i Kiełpiny) i Kikół (sołectwa Hornówek, Walentowo, Wola, Trutowo i Sumin) w tymże powiecie.